# 1053 Vigdis
Vigdis (asteróide 1053) é um asteróide da cintura principal, a 2,3595777 UA. Possui uma excentricidade de 0,0975045 e um período orbital de 1 544,08 dias (4,23 anos).
Vigdis tem uma velocidade orbital média de 18,42036012 km/s e uma inclinação de 8,33209º.
Esse asteróide foi descoberto em 16 de Novembro de 1925 por Max Wolf.